# Équipe de Yougoslavie de football au Championnat d'Europe 1976

L'équipe de Yougoslavie de football participe à sa 3e phase finale de championnat d'Europe lors de l'édition 1976. Le tournoi se déroule sur son sol du 16 juin 1976 au 20 juin 1976.
Les Yougoslaves perdent la demi-finale qui les opposent à l'Allemagne de l'Ouest, championne d'Europe et championne du monde en titre, puis s'inclinent une seconde fois contre les Pays-Bas, finalistes du mondial 1974, lors de la petite finale. Lors des deux matchs, le score est de 2-2 à la fin du temps réglementaire, et c'est au cours de la prolongation que la Yougoslavie cède face à ses adversaires. La Yougoslavie termine à la quatrième place.
À titre individuel, l'attaquant Dragan Džajić fait partie de l'équipe-type du tournoi.

## Phase qualificative
La phase préliminaire comprend huit poules. Le premier de chaque poule se qualifie pour les quarts de finale.

### Phase préliminaire
La Yougoslavie se classe 1re du groupe 3
| Rang | Équipe          | Pts | J | G | N | P | Bp | Bc | Diff |  | Résultats (▼ dom., ► ext.) |     |     |     |     |
| ---- | --------------- | --- | - | - | - | - | -- | -- | ---- |  | -------------------------- | --- | --- | --- | --- |
| 1    | Yougoslavie     | 10  | 6 | 5 | 0 | 1 | 12 | 4  | +8   |  | Yougoslavie                |     | 1-0 | 3-0 | 3-1 |
| 2    | Irlande du Nord | 6   | 6 | 3 | 0 | 3 | 8  | 5  | +3   |  | Irlande du Nord            | 1-0 |     | 1-2 | 3-0 |
| 3    | Suède           | 6   | 6 | 3 | 0 | 3 | 8  | 9  | -1   |  | Suède                      | 1-2 | 0-2 |     | 3-1 |
| 4    | Norvège         | 2   | 6 | 1 | 0 | 5 | 5  | 15 | -10  |  | Norvège                    | 1-3 | 2-1 | 0-2 |     |

### Quart de finale
| Équipe 1    | Résultat | Équipe 2       | Aller | Retour |
| ----------- | -------- | -------------- | ----- | ------ |
| Yougoslavie | 3 - 1    | Pays de Galles | 2 - 0 | 1 - 1  |

## Phase finale

### Demi-finale
| Entraîneur : |
| H.Schön      |

| Entraîneur : |
| A. Mladinić  |

| Entraîneur : |
| H.Schön      |

| Entraîneur : |
| A. Mladinić  |

### Petite finale
| Entraîneur : |
| R. Michels   |

| Entraîneur : |
| A. Mladinić  |

| Entraîneur : |
| R. Michels   |

| Entraîneur : |
| A. Mladinić  |

## Effectif
Sélectionneur : Ante Mladinić
| No. | Pos.      | Joueur            | Date de naissance et âge | Sélec. | Club                     |
| --- | --------- | ----------------- | ------------------------ | ------ | ------------------------ |
| 1   | Gardien   | Ognjen Petrović   | 2 janvier 1948           |        | Étoile rouge de Belgrade |
| 2   | Défenseur | Ivan Buljan       | 11 décembre 1949         |        | Hajduk Split             |
| 3   | Défenseur | Enver Hadžiabdić  | 6 novembre 1945          |        | FK Željezničar Sarajevo  |
| 4   | Défenseur | Dražen Mužinić    | 25 janvier 1953          |        | Hajduk Split             |
| 5   | Défenseur | Josip Katalinski  | 12 mai 1948              |        | OGC Nice                 |
| 6   | Attaquant | Ivica Šurjak      | 23 mars 1953             |        | Hajduk Split             |
| 7   | Attaquant | Danilo Popivoda   | 1er mai 1947             |        | Eintracht Brunswick      |
| 8   | Milieu    | Branko Oblak      | 27 mai 1947              |        | FC Schalke 04            |
| 9   | Milieu    | Jovan Aćimović    | 21 juin 1948             |        | Étoile rouge de Belgrade |
| 10  | Attaquant | Jurica Jerković   | 25 février 1950          |        | Hajduk Split             |
| 11  | Attaquant | Dragan Džajić     | 30 mai 1946              |        | SEC Bastia               |
| 12  | Gardien   | Enver Marić       | 23 avril 1948            |        | Velež Mostar             |
| 13  | Attaquant | Vahid Halilhodžić | 15 mai 1952              |        | Velež Mostar             |
| 14  | Milieu    | Edhem Šljivo      | 16 mars 1950             |        | FK Sarajevo              |
| 15  | Milieu    | Franjo Vladić     | 19 octobre 1951          |        | Velež Mostar             |
| 16  | Milieu    | Momčilo Vukotić   | 2 juin 1950              |        | Partizan Belgrade        |
| 17  | Attaquant | Slaviša Žungul    | 28 juillet 1954          |        | Hajduk Split             |
| 20  | Défenseur | Luka Peruzović    | 26 février 1952          |        | Hajduk Split             |

## Navigation